# Banks (Idaho)
Banks – jednostka osadnicza w Stanach Zjednoczonych, w stanie Idaho, w hrabstwie Boise.